# دیرک لانگربین
دیرک لانگربین (انگلیسی: Dirk Langerbein؛ زادهٔ ۹ سپتامبر ۱۹۷۱) بازیکن فوتبال اهل آلمان است.
از باشگاه‌هایی که در آن بازی کرده‌است می‌توان به باشگاه فوتبال نورنبرگ، باشگاه فوتبال روت وایس اهلن، باشگاه فوتبال دویسبورگ، و باشگاه فوتبال روت‌وایس اسن اشاره کرد.